# Episinus bimucronatus
Episinus bimucronatus är en spindelart som först beskrevs av Simon 1895.  Episinus bimucronatus ingår i släktet Episinus och familjen klotspindlar.
Artens utbredningsområde är Venezuela. Inga underarter finns listade i Catalogue of Life.